# 예산예당호 나들목
예산예당호 나들목(Yesan Yedangho IC)은  충청남도 예산군 응봉면 평촌리에 설치된 익산평택고속도로의 7번 교차로 (나들목)이다. 

## 역사
- 2024년 12월 10일 : 익산평택고속도로 부여구룡 ~ 안중 구간 개통과 함께 통행 개시[1]

## 구조물 정보
- 위치 : 충청남도 예산군 응봉면 평촌리

## 접속하는 도로
- 지방도 제619호선 (예당로)